# Bolbe
Bolbe – rodzaj modliszek z rodziny Nanomantidae, endemiczny dla Australii.

## Podział systematyczny
Do rodzaju należą następujące gatunki:
- Bolbe lowi La Greca, 1969
- Bolbe maia Tindale, 1923
- Bolbe nigra Giglio-Tos, 1915
- Bolbe pallida Tindale, 1923
- Bolbe pygmaea Saussure, 1871